# Landolphia subrepanda
Landolphia subrepanda är en oleanderväxtart som först beskrevs av Karl Moritz Schumann, och fick sitt nu gällande namn av Marcel Pichon. Landolphia subrepanda ingår i släktet Landolphia och familjen oleanderväxter. Inga underarter finns listade i Catalogue of Life.